# Anthony Thompson
Anthony Tyrone Thompson (* 17. August 1981 in Philadelphia) ist ein ehemaliger US-amerikanischer Boxer.

## Karriere
Thompson gewann im Jahr 2000 die US-Meisterschaften im Halbweltergewicht und die National Golden Gloves im Weltergewicht. Daraufhin startete er bei der nationalen Olympiaausscheidung in Florida, wo er jedoch im Finale gegen José Celaya unterlag. 2001 gewann er erneut die US-Meisterschaften im Weltergewicht.
Sein größter internationaler Erfolg war der Gewinn der Silbermedaille im Weltergewicht, bei den Weltmeisterschaften in Belfast. Er schlug in der Vorrunde den Australier Daniel Geale, im Achtelfinale den Ukrainer Wiktor Poljakow, im Viertelfinale den Moldawier Vitalie Grușac und im Halbfinale James Moore aus Irland, ehe er im Finalkampf gegen den Kubaner Lorenzo Aragón ausschied.
2002 wechselte er ins Profilager und gewann 15 Kämpfe in Folge, davon 12 vorzeitig. 2004 unterlag er überraschend gegen Grady Brewer, gewann jedoch anschließend wieder acht Kämpfe, darunter gegen den WM-Herausforderer Robert Frazier. Im Juni 2007 verlor er knapp gegen Yuri Foreman und im August 2008 vorzeitig gegen Ishmail Arvin. Seinen letzten Kampf gewann er im Mai 2009 in der ersten Runde gegen Luis Lopez.